# Середньоаргунське сільське поселення
Середньоаргу́нське сільське поселення (рос. Среднеаргунское сельское поселение) — сільське поселення у складі Краснокаменського району Забайкальського краю Росії.
Адміністративний центр — село Середньоаргунськ.
Станом на 2002 рік існували Брусиловська сільська адміністрація (село Брусиловка) та Середньоаргунська сільська адміністрація (село Середньоаргунськ).

## Населення
Населення сільського поселення становить 356 осіб (2019; 483 у 2010, 722 у 2002).

## Склад
До складу сільського поселення входять:
| Населений пункт        | Населення, осіб (2002) | Населення, осіб (2010) |
| ---------------------- | ---------------------- | ---------------------- |
| Брусиловка, село       | 273                    | 161                    |
| Середньоаргунськ, село | 449                    | 322                    |